# (19857) Amandajane
(19857) Amandajane est un astéroïde de la ceinture principale d'astéroïdes.

## Description
(19857) Amandajane est un astéroïde de la ceinture principale d'astéroïdes. Il fut découvert le 19 octobre 2000 à Olathe (Kansas) par Larry Robinson (astronome). Il présente une orbite caractérisée par un demi-grand axe de 2,30 UA, une excentricité de 0,08 et une inclinaison de 5,5° par rapport à l'écliptique.

## Compléments